# 国学重点高中
国学重点高中，又译顺化国学高中资优学校、国学高中专校，越南顺化市的高级中学，成立于1896年，是越南历史上的第三所高中。胡志明和吴廷琰皆曾在此就读。
国学高中是越南高中名校，教学质素口碑较佳，是越南政府认定的三所高质量建设高中之一（另两所为河内市的朱文安高中学校和胡志明市的黎鸿峰高中专校）。

## 历史
1896年，由阮朝成泰帝谕旨、法属印度支那总督批准成立，原本是小学，教授法文、国语字和儒字，名为法字国学场（Pháp tự Quốc học Trường），由吴廷可担任校长（西字场掌教）。校内至今保留“法字国学场门”匾额。校舍原是顺化水师营（Dinh Thủy sư）。1915年，依照法国教育系统改为初中，校名改为法式名称国学中学（Collège Quốc học）。地址路名为茹费理路（đường Jules Ferry），以法国教育之父茹费理命名。设6至9年级，校舍亦重建为法式砖石屋。1936年，增设10至12年级，更名为启定高中（Lycée Khải Định），以时任越南君主保大帝的父亲启定帝命名。1955年，越南共和国统治时期，更名为吴廷琰中学，以总统吴廷琰命名。1956年六十周年校庆时恢复“国学”校名，沿用至今。
越共官方史料称，1907年9月，时名阮生恭的胡志明到国学场就读，1908年5月因参与抗税运动而遭开除。法国档案则显示胡志明时名阮生琨，是1908年8月7日入学，晚于当年5月的抗税运动。

## 知名校友
- 政治人物：胡志明、陈富、何輝集、范文同、武元甲、素友、邓台梅、阮庆全、吳廷琰
- 医生：尊室松
- 历史学家：陶維英
- 作家：春妙、辉瑾、刘重庐
- 音乐家：陈桓

## 图册

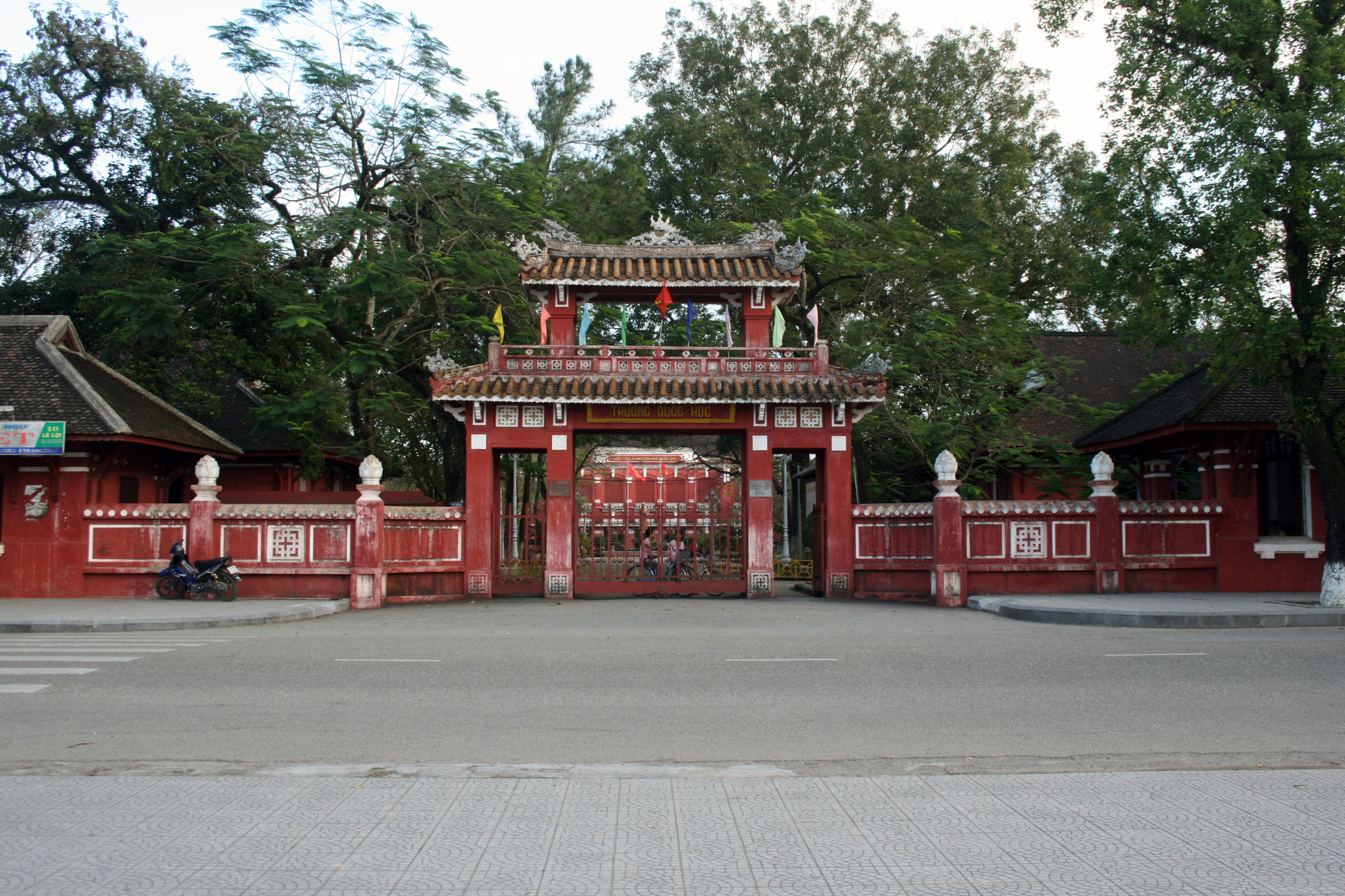
校门
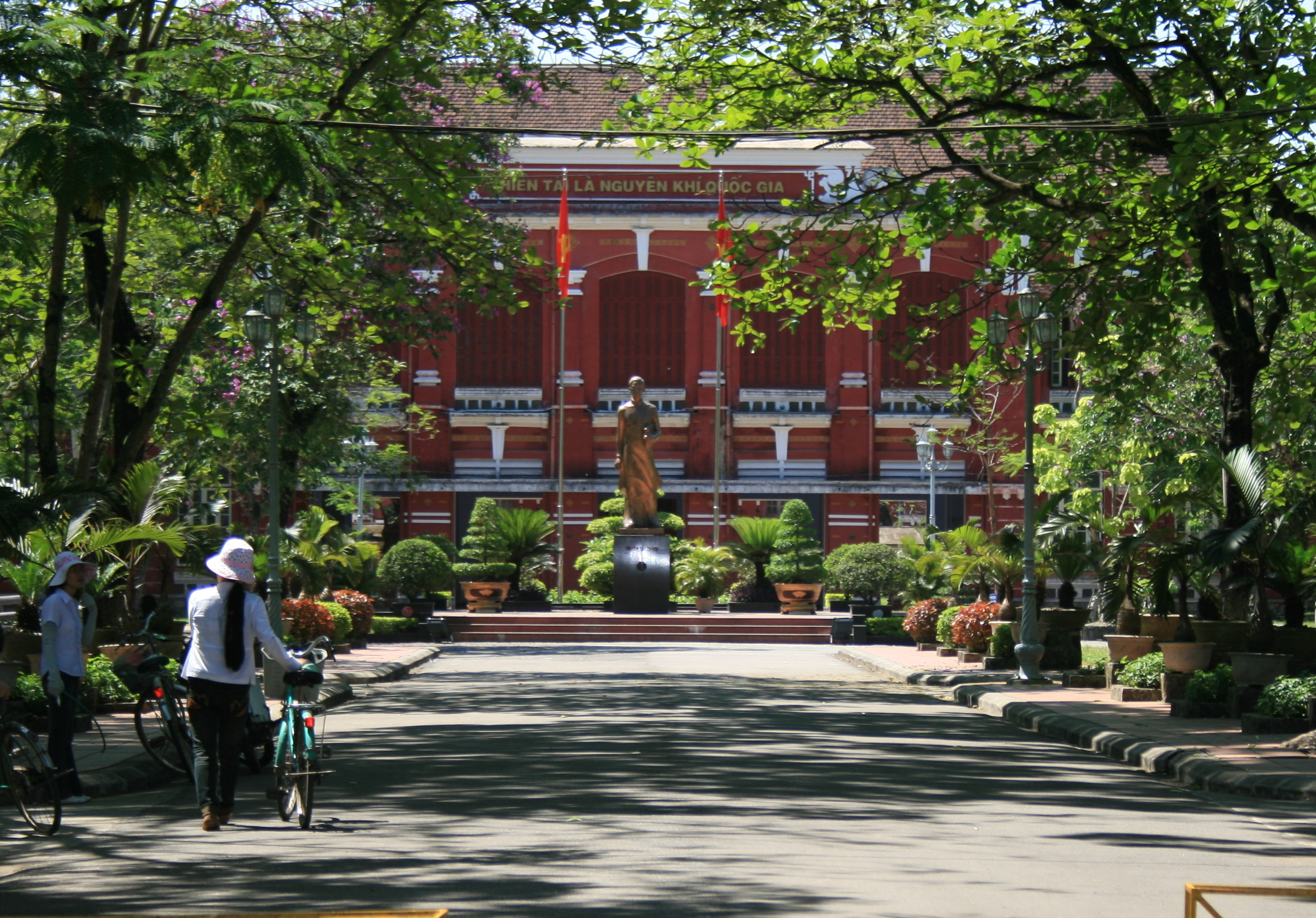
胡志明（阮必诚）塑像
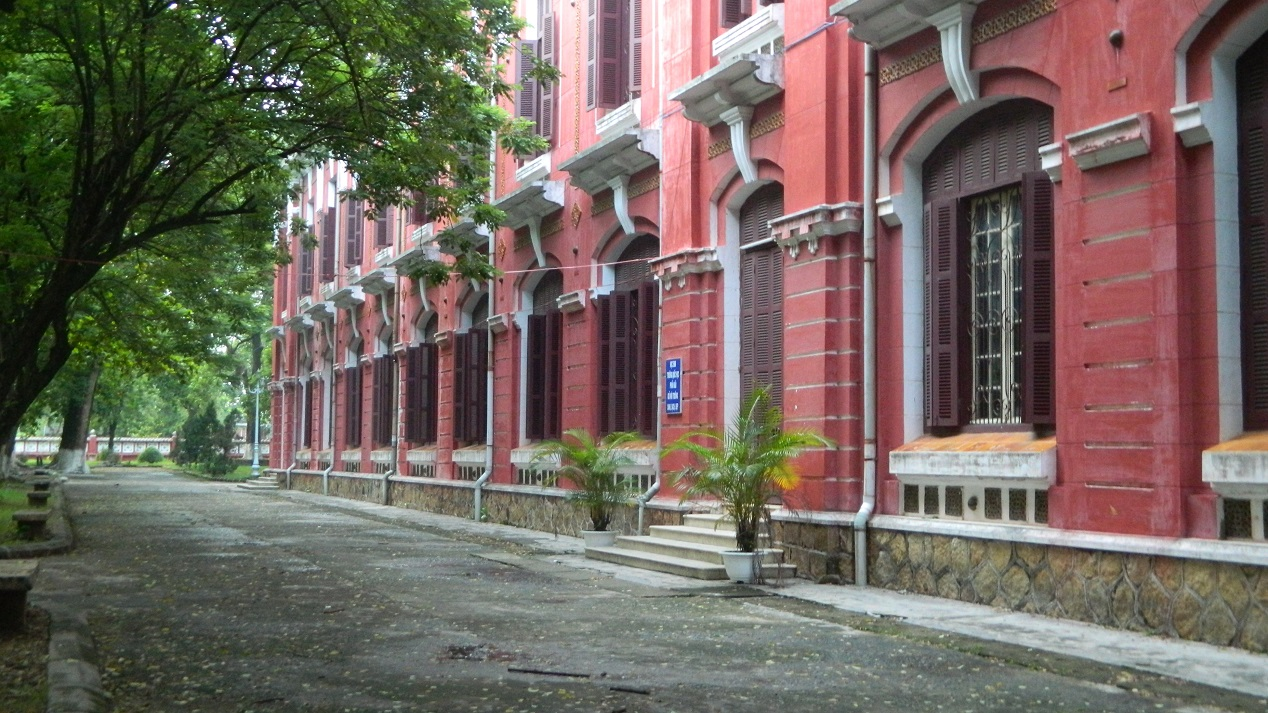
校舍
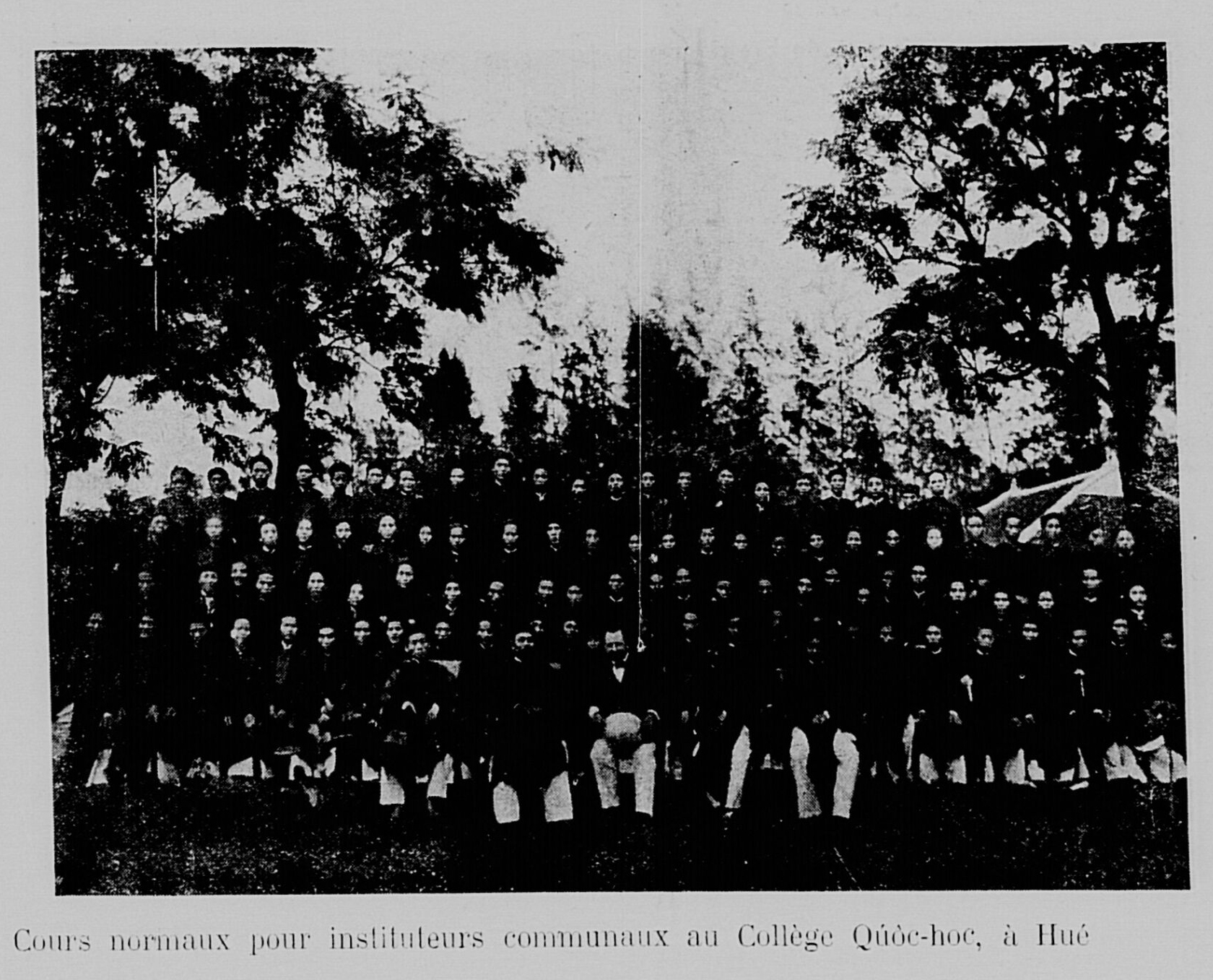
学生合影，摄于1913年
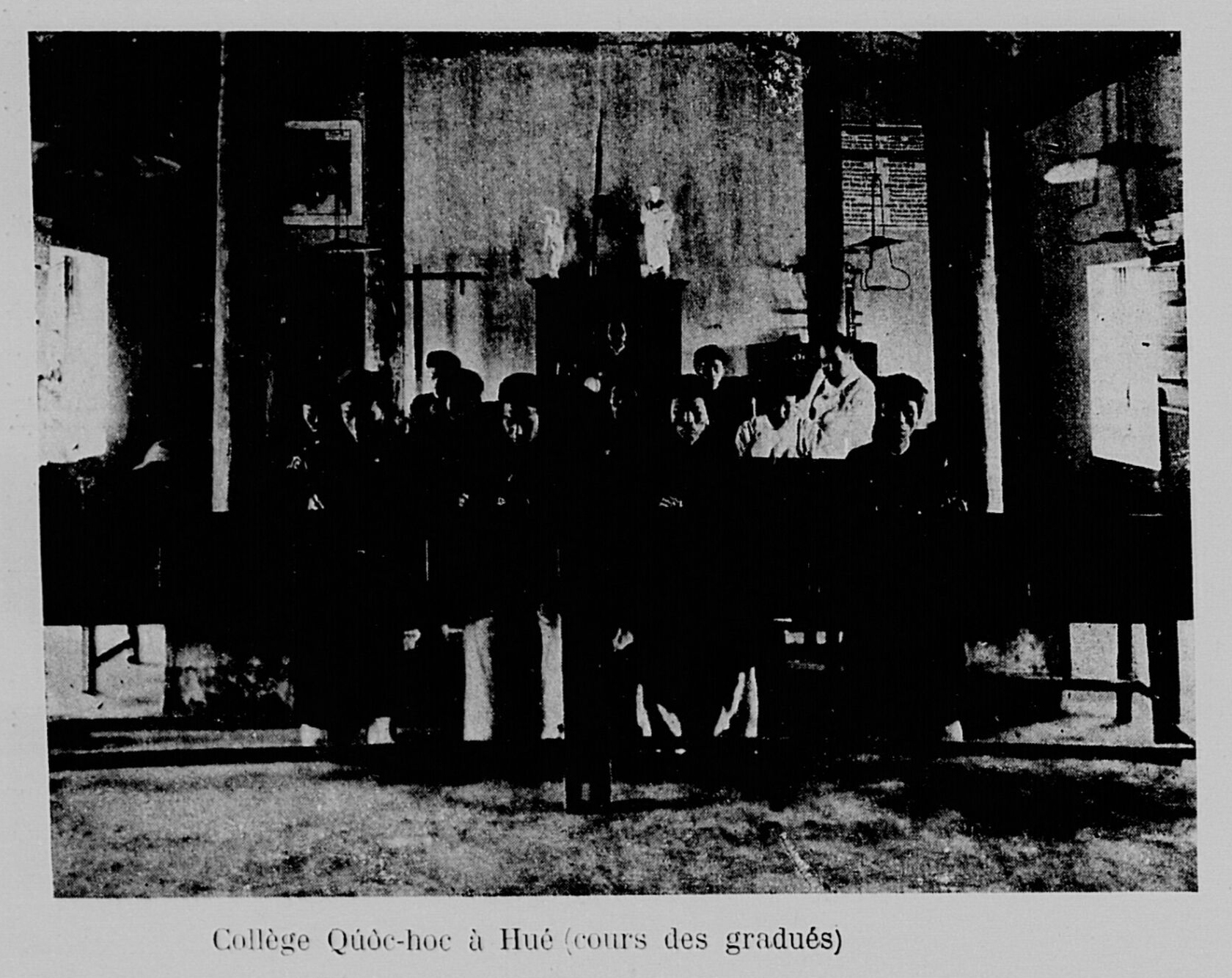
毕业生，摄于1913年
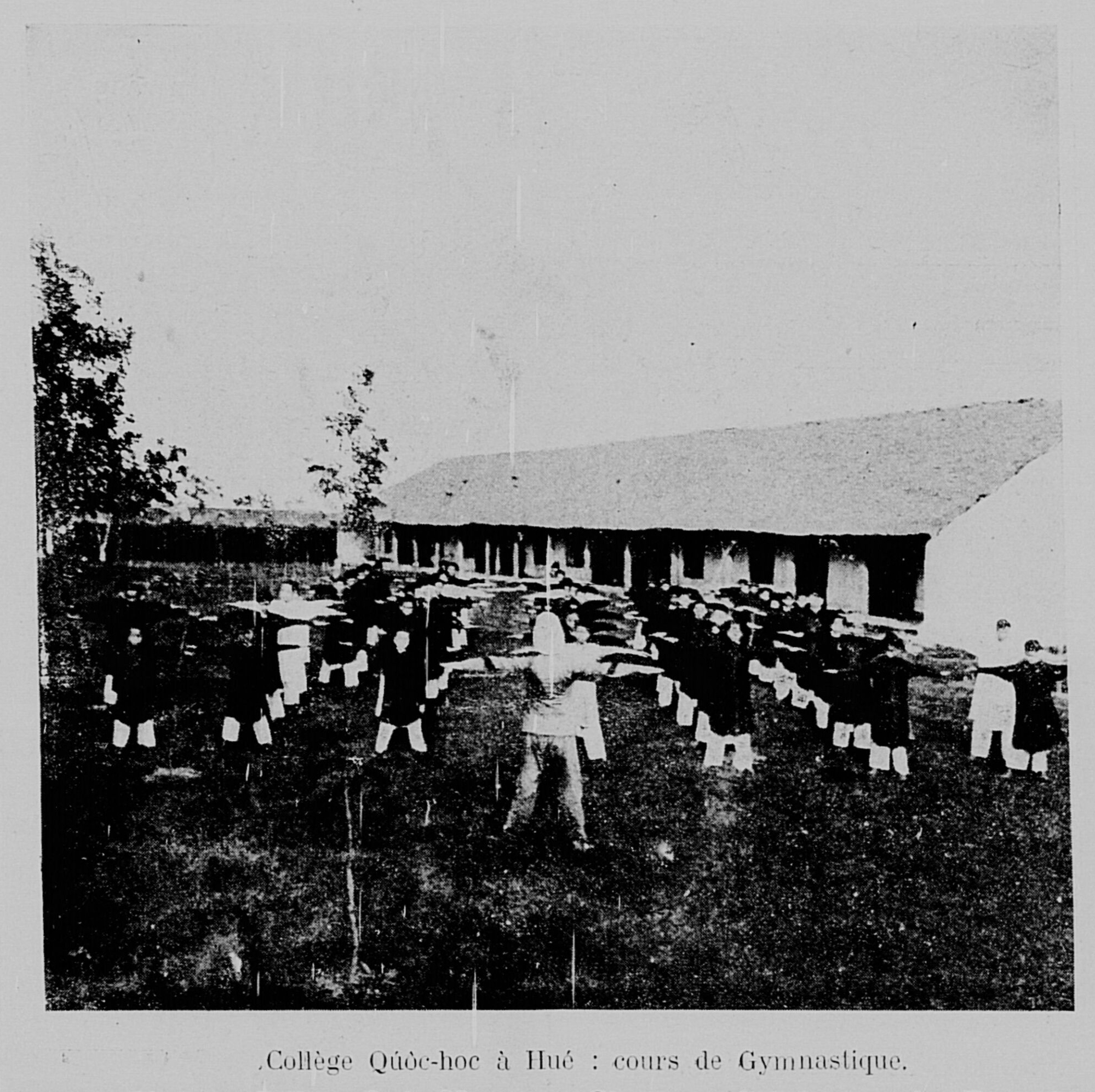
体育课，摄于1913年